# Leptotyphlops conjunctus
Leptotyphlops conjunctus là một loài rắn trong họ Leptotyphlopidae. Loài này được Giorgio Jan mô tả khoa học đầu tiên năm 1861 dưới danh pháp Stenostoma conjunctum.
Trước đây nó từng được coi là một phân loài của rắn chỉ Peter (Leptotyphlops scutifrons).